# Associazione Sportiva Bari 1992-1993
Questa voce raccoglie le informazioni riguardanti l'Associazione Sportiva Bari nelle competizioni ufficiali della stagione 1992-1993.

## Stagione
Nella stagione 1992-1993 il Bari disputa il torneo cadetto, raccoglie 38 punti in 38 partite, un campionato di centroclassifica quello dei galletti, mai in lotta per la promozione, ma anche sempre una spanna sopra la zona paludosa. Autore di 14 reti, il miglior realizzatore stagionale dei biancorossi è stato Igor Protti. Più onorevole il percorso compiuto dal Bari nella Coppa Italia, dove nel primo turno vince ad Empoli (1-2) nella gara unica, nel secondo turno elimina nel doppio incontro il Pescara, nel terzo turno cede al Torino nel doppio confronto, granata che andranno poi a vincere il torneo.

## Divise e sponsor
Per la stagione 1992-1993 lo sponsor tecnico è stato Adidas, lo sponsor commerciale Wüber.
Queste le divise della stagione:
| Casa | Trasferta | 3ª divisa |

## Rosa
| N. |                   | Ruolo | Calciatore            |
| -- | ----------------- | ----- | --------------------- |
|    | Italia (bandiera) | C     | Angelo Alessio        |
|    | Italia (bandiera) | C     | Michele Andrisani     |
|    | Italia (bandiera) | C     | Onofrio Barone        |
|    | Italia (bandiera) | D     | Francesco Bellucci    |
|    | Italia (bandiera) | P     | Enzo Biato            |
|    | Italia (bandiera) | D     | Massimo Brambati      |
|    | Italia (bandiera) | C     | Luigi Caggianelli     |
|    | Italia (bandiera) | D     | Fabio Calcaterra      |
|    | Italia (bandiera) | A     | Berardino Capocchiano |
|    | Italia (bandiera) | C     | Francesco Cimarrusti  |
|    | Italia (bandiera) | D     | Luciano Civero        |
|    | Italia (bandiera) | D     | Angelo Consagra       |
|    | Italia (bandiera) | C     | Enrico Cucchi         |
|    | Italia (bandiera) | C     | Michele Di Mingo      |
|    | Italia (bandiera) | D     | Augusto Di Muri       |
|    | Italia (bandiera) | D     | Donato Gentile        |

| N. |                       | Ruolo | Calciatore               |
| -- | --------------------- | ----- | ------------------------ |
|    | Italia (bandiera)     | P     | Luca Gentili             |
|    | Jugoslavia (bandiera) | C     | Robert Jarni             |
|    | Brasile (bandiera)    | A     | João Paulo               |
|    | Italia (bandiera)     | C     | Maurizio Laureri         |
|    | Italia (bandiera)     | D     | Giovanni Loseto          |
|    | Italia (bandiera)     | D     | Valeriano Michele Loseto |
|    | Italia (bandiera)     | D     | Marcello Montanari       |
|    | Italia (bandiera)     | C     | Pietro Parente           |
|    | Italia (bandiera)     | D     | Domenico Progna          |
|    | Italia (bandiera)     | A     | Igor Protti              |
|    | Italia (bandiera)     | D     | Ivan Rizzardi            |
|    | Italia (bandiera)     | D     | Carlo Sassarini          |
|    | Italia (bandiera)     | P     | Giuseppe Taglialatela    |
|    | Italia (bandiera)     | C     | Angelo Terracenere       |
|    | Italia (bandiera)     | A     | Giovanni Tiberi          |
|    | Italia (bandiera)     | A     | Sandro Tovalieri         |

## Risultati

### Campionato

#### Girone di andata
| Arbitro: | Boggi (Salerno) |

|              |           |  |
| Robbiati 90’ | Marcatori |  |

| Bari 13 settembre 1992 2ª giornata | Bari            | 0 – 0 | Reggiana | Stadio San Nicola\| Arbitro: \| Cesari (Genova) \| |
| Arbitro:                           | Cesari (Genova) |       |          |                                                    |

| Arbitro: | Sguizzato (Verona) |

|                          |           |                                  |
| De Vitis 11’ Gennari 70’ | Marcatori | 41’ (aut.) Di Cintio 51’ Alessio |

| Arbitro: | Rodomonti (Teramo) |

|                                     |           |                    |
| Tovalieri 42’ Loseto 49’ Protti 71’ | Marcatori | 17’ (rig.) Lorenzo |

| Arbitro: | Brignoccoli (Ancona) |

|                                        |           |                                           |
| Di Stefano 24’ M. Donatelli 39’ (rig.) | Marcatori | 32’ (rig.) Cucchi 45’ Jarni 53’ Tovalieri |

| Arbitro: | Braschi (Prato) |

|                                      |           |             |
| Tovalieri 18’, 80’ Cucchi 45’ (rig.) | Marcatori | 44’ Bertoni |

| Arbitro: | Bazzoli (Merano) |

|  |           |             |
|  | Marcatori | 55’ Alessio |

| Arbitro: | Cardona (Milano) |

|  |           |                       |
|  | Marcatori | 41’ (rig.) Ceramicola |

| Arbitro: | Felicani (Bologna) |

|                                                     |           |                                    |
| Campilongo 27’, 60’, 65’ Bonaldi 36’ Bortoluzzi 70’ | Marcatori | 45’ Capocchiano 58’ (aut.) Mariani |

| Andria 8 novembre 1992 10ª giornata | Fidelis Andria      | 0 – 0 | Bari | Stadio Comunale\| Arbitro: \| Ceccarini (Livorno) \| |
| Arbitro:                            | Ceccarini (Livorno) |       |      |                                                      |

| Arbitro: | Baldas (Trieste) |

|                      |           |  |
| Capocchiano 30’, 32’ | Marcatori |  |

| Arbitro: | Rosica (Roma) |

|            |           |  |
| Benetti 9’ | Marcatori |  |

| Bari 29 novembre 1992 13ª giornata | Bari                                   | 0 – 0 | Cesena | Stadio San Nicola\| Arbitro: \| Pellegrino (Barcellona Pozzo di Gotto) \| |
| Arbitro:                           | Pellegrino (Barcellona Pozzo di Gotto) |       |        |                                                                           |

| Arbitro: | Bolognino (Milano) |

|                    |           |            |
| Simonetta 11’, 55’ | Marcatori | 87’ Cucchi |

| Arbitro: | Fabricatore (Roma) |

|             |           |  |
| Alessio 76’ | Marcatori |  |

| Arbitro: | Mughetti (Cesena) |

|                               |           |  |
| F. Signorelli 45’ Statuto 84’ | Marcatori |  |

| Arbitro: | Felicani (Bologna) |

|               |           |  |
| Tovalieri 44’ | Marcatori |  |

| Arbitro: | Collina (Viareggio) |

|                                              |           |  |
| Florijancic 22’, 84’ Tentoni 38’ Maspero 75’ | Marcatori |  |

| Arbitro: | Arena (Ercolano) |

|                        |           |             |
| Alessio 21’ Protti 31’ | Marcatori | 62’ Paolino |

#### Girone di ritorno
| Arbitro: | Quartuccio (Torre Annunziata) |

|                 |           |  |
| Capocchiano 50’ | Marcatori |  |

| Arbitro: | Dinelli (Lucca) |

|                              |           |             |
| Pacione 57’ P. Sacchetti 61’ | Marcatori | 41’ Alessio |

| Arbitro: | Stafoggia (Pesaro) |

|                          |           |  |
| Protti 61’ Tovalieri 77’ | Marcatori |  |

| Taranto 21 febbraio 1993 23ª giornata | Taranto         | 0 – 0 | Bari | Stadio Erasmo Iacovone\| Arbitro: \| Nicchi (Arezzo) \| |
| Arbitro:                              | Nicchi (Arezzo) |       |      |                                                         |

| Arbitro: | Conocchiari (Macerata) |

|                                     |           |                       |
| Tovalieri 8’, 86’ (rig.) Protti 61’ | Marcatori | 23’ Rastelli 90’ Paci |

| Arbitro: | Braschi (Prato) |

|                                 |           |            |
| Barollo 54’ Manni 57’ Fiori 71’ | Marcatori | 6’ Alessio |

| Bari 14 marzo 1993 26ª giornata | Bari                | 0 – 0 | SPAL | Stadio San Nicola\| Arbitro: \| Borriello (Mantova) \| |
| Arbitro:                        | Borriello (Mantova) |       |      |                                                        |

| Arbitro: | Sguizzato (Verona) |

|                              |           |          |
| Ceramicola 18’ Melchiori 88’ | Marcatori | 8’ Jarni |

| Bari 4 aprile 1993 28ª giornata | Bari            | 0 – 0 | Venezia | Stadio San Nicola\| Arbitro: \| Dinelli (Lucca) \| |
| Arbitro:                        | Dinelli (Lucca) |       |         |                                                    |

| Arbitro: | Racalbuto (Gallarate) |

|                                      |           |  |
| Protti 9’ Alessio 12’ Joao Paulo 87’ | Marcatori |  |

| Arbitro: | Bettin (Padova) |

|                     |           |                      |
| List 43’ Troscè 55’ | Marcatori | 44’, 75’, 90’ Protti |

| Arbitro: | Bolognino (Milano) |

|             |           |              |
| Laureri 52’ | Marcatori | 58’ Bierhoff |

| Arbitro: | Borriello (Mantova) |

|            |           |  |
| Hubner 44’ | Marcatori |  |

| Arbitro: | Boggi (Salerno) |

|                       |           |                      |
| Joao Paulo 53’ (rig.) | Marcatori | 58’ (rig.) Galderisi |

| Arbitro: | Cinciripini (Ascoli Piceno) |

|                  |           |           |
| Prytz 30’ (rig.) | Marcatori | 50’ Jarni |

| Arbitro: | Bazzoli (Merano) |

|            |           |                                      |
| Barone 70’ | Marcatori | 6’ (aut.) Brambati 34’ (aut.) Barone |

| Arbitro: | Racalbuto (Gallarate) |

|               |           |  |
| Scarafoni 13’ | Marcatori |  |

| Arbitro: | Cinciripini (Ascoli Piceno) |

|               |           |                                    |
| Tovalieri 23’ | Marcatori | 60’ Florijancic 81’ (aut.) Laureri |

| Arbitro: | Pellegrino (Barcellona Pozzo di Gotto) |

|               |           |                        |
| Provitali 43’ | Marcatori | 32’ Alessio 84’ Protti |

## Coppa Italia
| Arbitro: | Conocchiari (Macerata) |

|              |           |                            |
| Castelli 38’ | Marcatori | 54’ Barone 83’ F. Bellucci |

| Arbitro: | Stafoggia (Pesaro) |

|                      |           |                           |
| Protti 20’, 41’, 60’ | Marcatori | 12’, 26’ Dicara 56’ Mendy |

| Arbitro: | Sguizzato (Verona) |

|                    |           |                          |
| Borgonovo 57’, 59’ | Marcatori | 4’ Jarni 32’, 46’ Protti |

| Arbitro: | Quartuccio (Torre Annunziata) |

|                 |           |           |
| Capocchiano 55’ | Marcatori | 15’ Scifo |

| Arbitro: | Fabricatore (Roma) |

|                     |           |  |
| Rizzardi 75’ (aut.) | Marcatori |  |